# Athemistus mastersi
Athemistus mastersi là một loài bọ cánh cứng trong họ Cerambycidae.